# Renzo Pascolat
Renzo Pascolat (Aquileia, 11 dicembre 1940 – 25 aprile 2023) è stato un politico italiano.

## Biografia
Venne eletto alla Camera dei deputati nelle file del PCI nel 1987. Fondò negli anni '90 alcuni comitati sull'autonomismo, con la collaborazione del compagno di partito Arnaldo Baracetti. In seguito alla svolta della Bolognina, aderì al Partito Democratico della Sinistra. Terminò il mandato parlamentare nel 1992.
Successivamente fu promotore attivo del movimento autonomista friulano. Dal 1998 al 2003 fu consigliere comunale a Udine. Fu coordinatore di Convergenza per il Friuli e cofondatore dell’Associazione Friuli Europa.

## Opere
- Ai confini di una patria non sempre ritrovata. L'autonomia, il Friuli, l'Italia e l'Europa, Forum Edizioni, 2012